# Jordan Emaviwe
Jordan Efa Okwudili Emaviwe (* 9. April 2001 in Singapur) ist ein singapurischer Fußballspieler.

## Karriere

### Verein
Jordan Emaviwe erlernte das Fußballspielen in der Schulmannschaft der St. Patrick's School sowie in der Jugend des Erstligisten Balestier Khalsa. Im November 2017 ging er in die Schweiz, wo er sich der Jugend des FC Chiasso in Chiasso anschloss. Nach einem Monat wechselte er im Dezember 2017 auf Leihbasis in die Jugend des italienischen Klubs FC Castiglione Ende Juni 2018 kehrte er in die Schweiz zurück. Seinen ersten Profivertrag unterschrieb er am 1. November 2020 bei seinem Jugendverein Balestier Khalsa in Singapur. Der Verein spielte in der ersten Liga, der Singapore Premier League. In seiner ersten Spielzeit bestritt er sechs Erstligaspiele. Am 1. Februar 2021 wurde Emaviwe zum Militärdienst einberufen. Während seines Militärdienstes wurde er von September 2021 bis Juni 2023 an den Erstligisten Young Lions ausgeliehen. In der Mannschaft spielen U23-Nationalspieler sowie junge Perspektivspieler, denen man Spielpraxis in der ersten Liga verschaffen möchte. Für die Young Lions bestritt er 29 Erstligaspiele. Nach dem Militärdienst kehrte er im Juni 2023 zu Balestier Khalsa zurück. Nach 28 Ligaspielen ging er im Januar 2025 nach Thailand. Hier unterschrieb er in Chiangrai einen Vertrag beim Erstligisten Chiangrai United. Nach 13 Ligaspielen, in denen er fünf Treffer erzielte, wechselte er im Sommer 2025 zum ebenfalls in der erstent Liga spielenden BG Pathum United FC.

### Nationalmannschaft
Jordan Emaviwe spielte von 2021 bis 2023 zwölfmal für die singapurische U23-Mannschaft und 2023 viermal für die U22. Sein Debüt in der singapurischen Nationalmannschaft gab er in einem Freundschaftsspiel am 18. November 2024 gegen Taiwan. Bei der 2:3-Heimiederlage im Nationalstadion Singapur stand er in der Startelf und wurde in der 78. Minute gegen Safuwan Baharudin ausgewechselt. Mit der Mannschaft nahm er 2024 an der Südostasienmeisterschaft teil. Hier wurde er in einem Gruppenspiel gegen Osttimor eingesetzt.